# アンジェ・ラニシェク
アンジェ・ラニシェク（Anže Lanišek、1996年4月20日 - ）はスロベニアのスキージャンプ選手である。

## 経歴
FISカップは2010年夏のシュトルブスケ・プレソに初出場でポイントを獲得し、コンチネンタルカップは2011年夏のクラーニ大会の2試合目で30位とポイントを獲得した。ワールドカップは2015年の最終戦・プラニツァ大会で国内枠で参戦するがポイント獲得はならず、2015/16シーズンの開幕戦・クリンゲンタール大会で21位となりポイントを獲得した。
2019/20シーズンは、ワールドカップ開幕戦・ヴィスワ大会で2位となり初表彰台となるなど活躍し、総合17位で終えた。
2020/21シーズンは世界選手権オーベルストドルフ大会は個人ノーマルヒルで銅メダルを獲得し、ワールドカップ総合22位であった。
2021/22シーズンはワールドカップルカ大会で初優勝を飾り、総合7位で終えた。北京オリンピックはノーマルヒルに出場し13位であった。スキーフライング世界選手権ヴィーケシュン大会では個人5位で、団体金メダルに貢献した。
2022/23シーズンはワールドカップ4勝、2位9回などと活躍し、総合3位で終えた。世界選手権プラニツァ大会は、個人ノーマルヒル9位、個人ラージヒル11位、男子団体優勝、混合団体3位のメンバーとなった。
2023/24シーズンはワールドカップ1勝など表彰台3回で総合11位。
2024/25シーズンは、ワールドカップ2勝など表彰台5回で総合4位。世界選手権トロンハイム大会は個人ノーマルヒル8位、個人ラージヒル4位、男子団体優勝、混合団体2位のメンバーとなった。

## 主な競技成績

### オリンピック
- 2022年北京オリンピック（ 中国）
  - 個人ノーマルヒル 13位

### 世界選手権
- 2017年ラハティ大会 ( フィンランド)
  - 男子個人ノーマルヒル 4位
  - 男子個人ラージヒル 36位
  - 男子団体ラージヒル 5位
- 2019年ゼーフェルト ( オーストリア)
  - 男子個人ラージヒル 36位
  - 男子団体ラージヒル 6位
- 2021年オーベルストドルフ大会 ( ドイツ)
  - 男子個人ノーマルヒル 3位
  - 男子個人ラージヒル 5位
  - 混合団体ノーマルヒル 4位
  - 男子団体ラージヒル 5位
- 2023年プラニツァ大会 ( スロベニア)
  - 男子個人ノーマルヒル 9位
  - 男子個人ラージヒル 11位
  - 混合団体ノーマルヒル 3位
  - 男子団体ラージヒル 1位
- 2025年トロンハイム大会 ( ノルウェー)
  - 男子個人ノーマルヒル 8位
  - 男子個人ラージヒル 4位
  - 混合団体ラージヒル 2位
  - 男子団体ラージヒル 1位

### フライング世界選手権
- 2016年バート・ミッテルンドルフ大会 ( オーストリア)
  - 個人 12位
  - 団体 4
- 2020年プラニツァ大会 ( スロベニア)
  - 個人 12位
  - 団体 4位
- 2022年ヴィケルスン大会 ( ノルウェー)
  - 個人 5位
  - 団体 1位

### ワールドカップ
- 通算 優勝7回、2位18回、3位11回 (2024/25シーズンまで)

| シーズン | 順位 | ポイント |
| -------- | ---- | -------- |
| 2013/14  | .    | 0        |
| 2014/15  | 62.  | 23       |
| 2015/16  | 25.  | 232      |
| 2016/17  | .    | 0        |
| 2017/18  | 30.  | 177      |
| 2018/19  | 15.  | 543      |
| 2019/20  | 17.  | 543      |
| 2020/21  | 22.  | 775      |
| 2021/22  | 7.   | 936      |
| 2022/23  | 3.   | 1679     |
| 2023/24  | 14.  | 601      |
| 2024/25  | 4.   | 1056     |

### サマーグランプリ
- 通算 優勝3回、2位1回、3位2回 (2024シーズンまで)

| シーズン | 順位 | ポイント |
| -------- | ---- | -------- |
| 2014     | .    | 0        |
| 2015     | 32.  | 92       |
| 2016     | 52.  | 32       |
| 2017     | 2.   | 353      |
| 2018     | 37.  | 48       |
| 2019     | 16.  | 129      |
| 2020     | 16.  | 32       |
| 2021     | 5.   | 208      |
| 2022     | 15.  | 80       |
| 2023     | 36.  | 63       |
| 2024     | 37.  | 68       |